# Triplophysa coniptera
Triplophysa coniptera es una especie de peces de la familia Balitoridae en el orden de los Cypriniformes.

## Distribución geográfica
Se encuentra en Eurasia.

## Hábitat
Es un pez de agua dulce.